# Punky Reggae Party
Punky Reggae Party è una canzone reggae di Bob Marley & the Wailers, registrata e pubblicata nel 1977.
La canzone fu scritta da Bob Marley per sottolineare il suo apprezzamento della cover di Police and Thieves di Junior Murvin eseguita dai Clash e inclusa nel loro omonimo album d'esordio.

## Il brano
Non essendo inserita in nessun album registrato in studio, è stata pubblicata nel 1977 come 45 giri in Giamaica solo per le etichette Tuff Gong e Black Art, come b-side di Jamming per la Island in alcuni paesi e fu successivamente pubblicata in versione live in Babylon by Bus. Successivamente è apparsa in una serie di raccolte e "Best of", nell'edizione Deluxe di Exodus e nella riedizione del 2002 dell'album Legend.
Le due versioni della canzone contenute nell'edizione giamaicana del 45 giri furono entrambe accreditate nel secondo disco dell'edizione deluxe di Exodus.
La versione inclusa nella riedizione di Legend del 2002 è invece la versione che fu stampata sul lato-b del 45 giri di Jamming.
Esiste altresì una versione della canzone pubblicata come lato-b, sempre di Jamming, la cui durata è però molto più breve.
Per quanto riguarda il party menzionato nel titolo, il testo menziona famose band punk e reggae di richiamo all'epoca, che si ritroveranno a suonare appunto in un fantomatico, imperdibile party dagli effetti catartici.
Sly Dunbar suonò le percussioni per questa traccia. Le percussioni furono registrate negli studi di registrazione di proprietà del produttore Joe Gibbs.

## Omaggi e cover
La canzone viene citata nella hit dei Sublime Garden Grove, e nella canzone Antwoman di Robyn Hitchcock.
Nel 2012, gli Island Head hanno pubblicato una versione strumentale di Punky Reggae Party. In questa cover, la voce è sostituita da chitarra, sintetizzatori, sassofono e tromba. Gli Island Head hanno anche pubblicato un album con lo stesso titolo.

## Curiosità
Joe Strummer ebbe modo di ricambiare l'omaggio quando nel 2002 inserì una cover di Redemption Song nell'album Streetcore a cui stava lavorando con la sua nuova band, i Mescaleros, e che fu pubblicato, postumo, nel 2003.

## Lista delle tracce
1. "Punky Reggae Party" – 9:19
2. "Punky Reggae Version" – 8:49